# Mathias Matthies
Mathias Matthies (* 7. August 1911 in Babelsberg; † 30. September 2004 in Greifenberg) war ein deutscher Filmarchitekt und Szenenbildner beim Fernsehen.

## Biografie
Matthies erhielt eine Ausbildung zum Dekorationsmaler und absolvierte ein Studium für Malerei und Buchdruck. Anschließend besuchte er die Filmakademie in Potsdam-Babelsberg. Seine Laufbahn als Chefarchitekt beim Kino begann im Jahre 1949 bei der Hamburger Real-Film des Produzenten Gyula Trebitsch. Für ihn entwarf Matthies Dekorationen für die unterschiedlichsten Genre-Produktionen, zuletzt, 1960–62, auch zu einigen Edgar-Wallace-Serienkrimis.
Matthies blieb Trebitsch auch treu, als der Hamburger Filmproduzent zu Beginn der 1960er Jahre das Studio Hamburg gründete und sich auf die Herstellung von Fernsehfilmen konzentrierte. Mathias Matthies betreute seitdem eine große Anzahl an hochklassigen TV-Produktionen (am bekanntesten wurde der mehrteilige, 1965 gedrehte Straßenfeger Die Gentlemen bitten zur Kasse), darunter auch diverse Serien wie Diese Drombuschs und Das Traumschiff.
Seit 1951 hatte Matthies regelmäßig mit seiner Frau, der Filmarchitektin Ellen Schmidt, zusammengearbeitet. Nach dem Ende seiner Berufslaufbahn zog er nach Bayern, wo Matthies seinen Lebensabend verbrachte.

## Filmografie (Auswahl)
| - 1949: Die Freunde meiner Frau - 1949: Derby - 1949: Kätchen für alles - 1949: Gefährliche Gäste - 1949: Absender unbekannt - 1950: Der Schatten des Herrn Monitor - 1950: Des Lebens Überfluß - 1950: Lockende Gefahr - 1950: Schön muß man sein - 1951: Engel im Abendkleid - 1951: Sündige Grenze - 1951: Schwarze Augen - 1952: Meine Frau macht Dummheiten - 1952: Lockende Sterne - 1953: Das Nachtgespenst - 1953: Hochzeit auf Reisen - 1954: Männer im gefährlichen Alter - 1954: Keine Angst vor Schwiegermüttern - 1954: Roman eines Frauenarztes - 1955: Oberarzt Dr. Solm - 1955: Ich war ein häßliches Mädchen - 1955: Meine Kinder und ich - 1955: Vatertag - 1956: Der erste Frühlingstag - 1956: Musikparade - 1956: Die Stimme der Sehnsucht | - 1957: Träume von der Südsee - 1957: Das Herz von St. Pauli - 1958: Schmutziger Engel - 1958: Rivalen der Manege - 1958: Dreizehn alte Esel - 1958: Das Mädchen vom Moorhof - 1959: Verbrechen nach Schulschluß - 1959: Der blaue Nachtfalter - 1959: Der lustige Krieg des Hauptmann Pedro - 1960: Mit 17 weint man nicht - 1960: Verrat auf Befehl (The Counterfeit Traitor) - 1961: Der grüne Bogenschütze - 1961: Die toten Augen von London - 1961: Das letzte Kapitel - 1961: Im 6. Stock - 1961: Der Fälscher von London - 1961: Unser Haus in Kamerun - 1961: Das Rätsel der roten Orchidee - 1962: Das Gasthaus an der Themse - 1962: Die glücklichen Jahre der Thorwalds - 1964: Wartezimmer zum Jenseits - 1965: Schüsse aus dem Geigenkasten - 1968: Heidi kehrt heim - 1979: The Sleep of Death (UA: 1981) - 1981: Das Traumschiff (TV-Serie) - 1983: Die Geschwister Oppermann (Mehrteiler) |